# La Moutète
Pour les articles homonymes, voir Moutet.
La Moutète, est une halle de marché (et une ancienne salle de basket-ball) située dans la ville d'Orthez, en Béarn (France). Le site de la Moutère accueille un marché depuis le XIVe siècle. 
Construite dans les années 1930, cette salle a été le théatre des exploits de l'Élan béarnais d'Orthez, un des plus grands clubs du basket-ball français, avant son déménagement pour Pau et le Palais des sports de Pau en 1991.
Une rénovation d'ampleur au début des années 2000 a confirmé sa vocation sociale, culturelle et marchande, puisque la Moutète est toujours le cœur du marché qui se tient tous les mardis matin. Elle est également une salle de spectacle, située au coeur de la ville d'Orthez.
Salle à l'ambiance unique réputée hostile pour les joueurs adverses, les matches étaient disputés au son des bandas perchées en haut de la fameuse tribune du « poulailler ». Son parquet a été découpé et divisé pour les supporters à l'occasion du déménagement de l'Elan.
La Moutète est l'un des « 13 lieux emblématiques de l'histoire du sport français » pour le journal L'Équipe, en compagnie notamment du stade Yves-du-Manoir ou du Parc des Princes.
Pour Basket Europe, la salle est le monument national du basket-ball français.

## Histoire

### Arènes de la Moutète

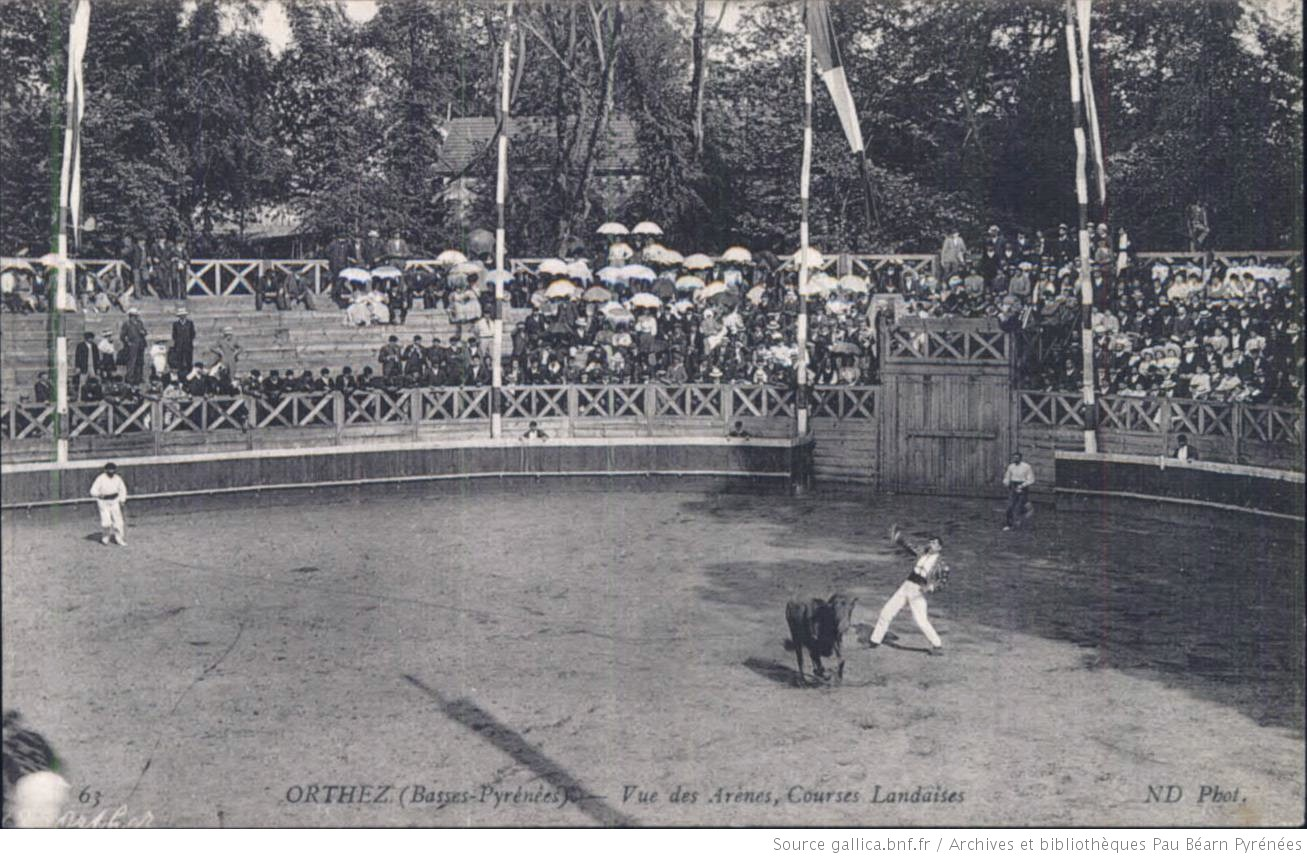
Arènes de la Moutète au début du XXe siècle

Le site de la Moutète accueillait déjà les « Fêtes de la Moutète » et des évènements sportifs au début du XXe siècle.
Les arènes de la Moutète sont inaugurées le 10 juillet 1906, sous le mandat du maire Adrien Planté. En effet, les arènes de la ville sont transférées depuis la place d'Armes, le conseil municipal validant l'achat de la parcelle en 1905. 
Ce sont principalement des courses landaises qui ont lieu dans cet ancêtre de la salle actuelle.
Ce arènes tombent peu à peu en désuétude, et les actuelles Arènes d'Orthez sont construites en 1927, de l'autre coté du Pont-Neuf, en amont du Vieux Pont d'Orthez.

### Halle de la Moutète
La Moutère a été batie en 1931, sous le mandat du maire Georges Moutet. Elle a longtemps été indiscible du vieux patronage catholique de l'Élan béarnais.
Durant les années 80, les plus grands noms du basket-ball européen comme le CSKA Moscou, le Real Madrid, ou encore l'Étoile rouge de Belgrade défilent dans ce célèbre marché couvert, qualifiée de « sympathique hérésie dans le monde du basket européen », par un dirigeant du Real Madrid.
Au gré des exploits orthéziens en Coupe Korać, la salle devient célèbre en France.
Le 5 janvier 1991, l’Élan quitte Orthez et le Moutère sur une victoire face à Saint-Quentin. L’Élan ne revient qu’une fois à la Moutète, en 2002 pour fêter le jubilé de la salle en recevant le rival de toujours : le CSP Limoges.

## Environnement
La Moutète se trouve au cœur d'Orthez, entre le Vieux Pont d'Orthez et le château de Moncade.

### Moyens d'accès
La Moutète est accessible par au nord de Pau, l’autoroute A 64.

## Évènements
- Matches de l'Élan béarnais Pau-Lacq-Orthez jusqu'en 1991[16].
- Matches de l'Équipe de France masculine de basket-ball[17]